# Leptodermis parkeri
Leptodermis parkeri är en måreväxtart som beskrevs av Stephen Troyte Dunn. Leptodermis parkeri ingår i släktet Leptodermis och familjen måreväxter. Inga underarter finns listade i Catalogue of Life.